# 天ヶ須賀 (四日市市)
天ヶ須賀（あまがすか）は、三重県四日市市北部の富洲原地区の3地区（富田一色地区・天ヶ須賀地区・松原地区）の1つ。江戸時代に朝明郡所属の富田六郷の天ヶ須賀村であった半農半漁の村落だった地域で、三重郡富洲原町時代は大字天ヶ須賀だった。四日市市の住所制度の名称では天カ須賀地区である。
山口誓子のゆかりの地でもある。煎子（いろこ）産業と呼ばれるあられ菓子のおこしの原料を飴で固めたものが地場産業として盛んである。

## 天ヵ須賀地区の歴史

### 天ヶ須賀村時代
江戸時代の天ヶ須賀の土地の名称は須賀の土地であった事から須賀村と呼ばれていた。桑名藩領であった天ヶ須賀地区は富田六郷（東富田村・西富田村・富田一色村・松原村・天州と呼ばれた須賀村・蒔田村）の1つの村落であった。天ヶ須賀地区は東富田村の枝郷であり、漁業・廻船業が盛んであった。天ヶ須賀は漁船と五十集船（回船）が多くて、天ヶ須賀村には44艙の船があり、漁業や回船業が盛んであった。江戸時代の天ヶ須賀村は漁戸が多い漁村であり、富田一色村と共に小蝦を捕獲して干物にして販売していた村であった。四日市市大矢知地区の蒔田町の長明寺の過去帳には、天和年間（1681年〜1684年）に天ヶ須賀の村民の人名が登場して、『天ヶ須賀は江戸時代の初め頃から人が住み始め集落ができた』とする古文書の記述がある。人家が急増して江戸時代の中ごろには、船仲間が大阪から住吉大明神をもらいうけ、村の伝統である弁天さんに合わせて祀った。村内の地名として、江戸（現在の東京都）の町名をまねて、江戸町と命名して、それ以外では岩戸町（旧家の天野氏のルーツである三河国の中山庄の岩戸が由来である）や常盤町（旧家天野氏の分家が住んでいた常陸国の磐城が由来である）と命名した。
言い伝えとして、400年ほど前に西富田村から天ヶ須賀村へ移り住んだ一族があったといわれている。天ヶ須賀地区の旧家である武士身分（士農工商の侍階級だった）の天野氏の家系図によると、江戸時代の初めの1651年（慶安4年）に、大矢知地区から移り住んだとも記されている。
江戸時代には「鉄砲医者」と呼ばれて田代随意がいて、昔話として四日市市立富洲原小学校付近の茶の水川河口の富田一色地区の甚五兵衛町にあったのが天ヶ池であり、天ヶ須賀村のしまとこまの2人の若い女性を生贄にした郷土史の昔話がある。
明治時代、近代化教育のさきがけとして、天ヶ須賀学校の前身となる寺子屋が、そろばん屋があった本町の敷地に野村良意によって開かれた。息子の野村碩胤によって、野村医院が開設されて、天ヶ須賀の地域医療に貢献した。1878年（明治11年）天ヶ須賀の南部に天ヶ須賀大火があった。

### 富洲原（天ヶ須賀地区）時代の歴史
1889年（明治22年）天ヶ須賀村から朝明郡富洲原村大字天ヶ須賀になる。明治時代後期からは水産加工業と蛤の採取が盛んになる。大正時代に平田佐次郎が創業した平田紡績によって魚網生産が始まり製網業の町となる。平田佐矩によって紡績工場が併設・巨大工場が設置された。あられなどの菓子原料になる煎粉の生産など、地場産業が発展した。酒造りが行われて、天一・賞美・舞姫などの商標の酒が製造された。天ぷら店があり、水産物の生産や加工業も盛んで鰯の加工（田作りやこうなご）の生産が多かった。
1923年（大正12年）富洲原村に町制が実施され朝明郡富洲原町大字天ヶ須賀となり、須賀浦海水浴場が名古屋市方面や三重県内で有名となり、1929年（昭和4年）の伊勢電鉄の開通で富洲原駅が開業して天ヶ須賀地区への観光客も増加した。昭和20年代に住吉運河周辺にアメリカ占領軍の散歩姿が見られた。しかし名四国道（国道23号）の開通に伴い、須賀浦海岸は埋め立てられ、国道23号線に沿って長い堤防が築かれた。天カ須賀の「須賀」に表される、引き潮のときに現れる海辺の洲は見られなくなった。
戦後には宗村佐信によって暁学園が設立された。平田紡績の跡地には富洲園団地など住宅地が造成された。平田紡績の富洲原漁網工場・四日市紡績工場と暁学園は本町自治会の一部であったが、現在は新興住宅団地として不動産開発がされて、富洲園自治会・GS富洲原自治会・LM富洲原マンション自治会が新設された。伊勢湾台風や伊勢湾沿いの地盤沈下のため防潮堤が築かれた。海岸沿いの天ヶ須賀の様子が変化し、埋立地に天ヶ須賀新町工業団地が造成された。

### 海運業の発達と千石船の一覧
- 1825年（文政8年）頃の天ヶ須賀村の船の数は以下である。[5]

1. 五十集船は24艘であった。
2. 漁船は12艘であった。
3. 瀬取船は8艘であった。

- 天ヶ須賀村全体の回船の名称は以下である。[6]

1. 栄寿丸（300石〜400石の廻船）
2. 松吉丸（300石〜400石の廻船）
3. 権吉丸（300石〜400石の廻船）
4. 清松丸（300石〜400石の廻船）
5. 栄福丸（300石〜400石の廻船）
6. 勢吉丸（300石〜400石の廻船）
7. 勝蔵丸（千石船）[7]

## 天ヶ須賀の由来
- 天ヶ須賀地区の地名の由来は、旧家である武士階級の天野氏であり、天ヶ須賀の由来には以下の2つの説がある。

1. 天野家を地区名天ヶ須賀の由来とする説
「天野氏の須賀」で天ヶ須賀村と言われ、江戸時代には「天洲」とも呼ばれた。
「天ケ」の意味は天野の意味で「天野家の人々」のことである。江戸時代は天ヶ須賀村・富洲原町時代は天ヶ須賀地区であったが、四日市市の住所制度では天ヵ須賀に改称された。南北朝時代に河内国天野郷（紀伊国と呼ばれた現在の和歌山県の天野郷とする説もある。大阪府南河内郡）から三河国の中山庄岩戸や常陸国の磐城に住んでいた武士で江戸時代に移住した家柄の天ヶ須賀の人々であり、朝明郡富田六郷の須賀村に住み着いたのは武士階級である天野一族である。神事の天ヶ須賀の石取祭が行われる天ヶ須賀住吉神社の由来は、大阪の住吉大社の分霊で、漁村で海運業が盛んだった天ヶ須賀村の海上の安全を祈願する守護神である。
2. 天女が須賀の地形の村にいて、この土地の村落で天女が舞いをした事を地区名の由来とする説
勢陽五鈴遺響の記録には、「天は海人をさし、須賀は砂州に居住する」という意味であるとしている。富田六郷氏神記の記録には、富洲原小学校付近の富田一色甚五兵衛町に天女ヶ池があったことが由来である。同書には、「空海の説教を聞いた17歳から18歳までの美女は、しだいに変貌してたちまち信心を起こし、池の中に飛び込んだ。須賀の村民は池を美女が池から天女が池と命名した。天女池の東方に弁財天を崇めたり祀っている。江戸時代以後に民家あり、天ケ須賀村と命名されたとの記述がある。空海がいた平安時代初期に、天ケ須賀に人家があったとは歴史学的に考えられないが、古代にはこの集落には池があり弁財天が祭られていた。

- 天ケ須賀の須賀の意味は、洲陸や洲処の事で、伊勢湾の引き潮があった時代に海辺で洲になる処が、古代に自然に陸地になった地域が須賀である。

## 練り行事の発祥となった昔話
- 江戸時代初期に伊勢国の北勢地方に疫病が大流行して、易者に占ってもらうと、朝明郡天ヶ須賀の住民であるこの地方の村民はない日の生活の追われて先祖供養を怠り、この疫病を鎮めるには若い元気な娘を生きたまま火祭りにしなければならなかった。この話を聞いた天ヶ須賀村の長老は早速天ヶ須賀村民を集結させて相談したが話がまとまらず、疫病はますます広がった。この時に、天ヶ須賀村の18歳になるしまとこまの2人の娘が、人柱に立つことを申し出て、火祭りに処されて、それによって天ヶ須賀村にあれほど流行していた疫病が止まったと云う昔話でしなとこまと火祭りに逸話である。天ヶ須賀の村人たちは、富田3丁目の長興寺まで送る道すがら、火祭りにされた2人の娘のしなとこまの心中を思い、鉦や太鼓ではやしたて、できるだけ賑やかに道中を練り歩いた。伝承では盆の練りの行事はこれが変化したものである。戦前の大日本帝国時代は三重郡富洲原町で、鉦を太鼓による練りが天ヶ須賀住吉神社に奉納されると、数10束の藁に火をつけて、12本の竹串の先につけた藁人形を掛け声とともに燃やした。
- 以下の内容の掛け声を歌った。

『エンエトゥ　エンエトゥ　しなやか　こまやか　しなやか　こまやか　火はないか　火はないか　火はあるぞ』
- 燃えている期間に、裸の数10人の天ヶ須賀地区の若者が走り廻り、火のついた竹串の先の藁人形が空高くて舞い上がり、勇敢な行事で伝統がある祭事であった。天ヶ須賀の練り行事も祭事開催初期は、この桑名藩領の朝明郡所属の富田六郷付近の各村の（天ヶ須賀村・富田一色村・松原村・東富田村・西富田村・蒔田村）から長興寺まで練り歩いた他が、近代になって歴史の流れで練りの意味や位置づけも変化して、各氏神で祭事が行われて、天ヶ須賀村の祭事の由来や行事の内容も変化した。

## 天ヶ須賀の地区に多い苗字
1. 田代家-田代随意の子孫である。
2. 天野家-旧家である武士階級。
3. 早川家-川越町の豊田村から移住した。
4. 高橋家-元々天ヶ須賀の村民だった。
5. 渡辺家-富田一色村から移住した。
6. 伊藤家-富田一色村から移住した。
7. 平田家-平田紡績の一族で富田一色村から移住した。

- これらの苗字の他に川越地域から移住した水谷家・寺本家や四日市市内や富田地域に多い加藤家・佐藤家・鈴木家・森家・小川家の苗字も多い。天ヶ須賀地区ではこれらの家が明治時代からの天ヶ須賀地区民で、これらの苗字が多い。

天ヵ須賀の同姓世帯数表（昭和56年の調査）
- 第1位は、渡辺家（渡邊家・渡邉家）の60世帯である。
- 第2位は、高橋家の53世帯である。
- 第3位は、早川家の50世帯である。
- 第4位は、加藤家の38世帯である。
- 第5位は、伊藤家の35世帯である。
- 第6位は、田代家の25世帯である。
- 第7位は、佐藤家の25世帯である。
- 第8位は、寺本家の23世帯である。
- 第9位は、水谷家の22世帯である。
- 第10位は、平田家の19世帯である。
- 第11位は、森家の19世帯である。
- 第12位は、鈴木家の14世帯である。
- 第13位は、天野家の13世帯である。
- 第14位は、小川家の9世帯である。
- 苗字が1世帯から8世帯は374家の670世帯である。[8]

## 江戸時代の天ヶ須賀村の庄屋
- 1759年（宝暦9年）の天ヶ須賀村の庄屋

1. 坡平右衛門延芳。
2. 坂七左衛門方明。

- 1811年（文化8年）の天ヶ須賀村の庄屋

1. 坂太郎左衛門方静（鈴鹿郡加太出身。今の住吉町を開発した。寺子屋も開校した。天ヶ須賀の無縁墓に寺子中が建立した坂太郎左衛門の墓がある。）。
2. （肝煎）早川一左衛門。

- 1847年（弘化4年）の天ヶ須賀村の庄屋

1. 水谷二平衛（家は現在の早川一族の家となっている）。

- 1856年（安政3年）の天ヶ須賀村の庄屋

1. 水谷真平衛。[9]

## 近隣地区との関係
隣の三重郡川越町の高松地区（旧高松村）とは明治時代に天ヶ須賀村（北部地域）北町と島崎町の田地を巡っての土地争いがあり、高松村民を小作人として使用した際に、田地の返還問題と農業用水の所有問題があり、伊勢電鉄川越駅が廃止された川越町の豊田地区（旧豊田村）とも川越富洲原駅となった駅名改称問題があり、豊田地区の出身者が戦後の1945年（昭和20年）に川越町に移転した富洲原駅を1983年（昭和58年）から「川越町駅」に改称するように川越町議会に求めた名称問題があった。
平田紡績の創業者である初代平田佐次郎の力で製網関係や漁業などの経済関係が強かった富田一色村と町村合併をして三重郡「富洲原村」となった。富洲原の名の由来は、富田一色から→富（トミ）＋天ヶ須賀から→須・洲（ス）＋松原から→原（ハラ）富＋須＋原＝富須原から→富＋洲＋原＝富洲原（トミスハラ）である。
- 富須原から⇒富洲原になったのは、葦が多く生えている浜や沼が多かったと云う明治時代の富洲原地域の様子や風景を後世に伝えるために須が洲に変換した。富田一色地区・天ヶ須賀地区・松原地区は、江戸時代より富田を中心とした、朝明郡の富田六郷（東富田村・西富田村・富田一色村・天ヶ須賀村・松原村・蒔田村の6ヵ村）として富田地区と親密な関係があった。新しく誕生した富洲原村は、富田と関連つけて、頭文字に富の文字をもってきた。
- 並び順は次のように言われている。
  - 1番目はもちろん人口も多く経済力も強い富田一色であった。
  - 2番目に富田一色から移住した家が多くて富田一色と共に富田地区（東富田・西富田・茂福）との関係が強くて、富田一色地区と一番仲が良い松原地区にしたかったが、最下位扱いとなり天ヵ須賀地区（旧天ヶ須賀村）だけ仲間はずれになるのを恐れたこと。また、平田紡績などの漁業や水産業などの経済関係を重視したことで2番目に天ヵ須賀地区となった。
  - 3番目がその結果として松原地区となった。
- 富洲原は人口の過半数が富田一色だったことで、政治は富田一色出身者が実権を握っていた。
- 富洲原地区の3地区の並び順は、天ヶ須賀が新しい団地が造成された事によって3地区で一番人口が多い（4513人で富洲原地区全体の約4割台の人口）地区となった事や、富田一色地区の人口が2000人となり、富洲原地区で一番人口が少ない富洲原地区の人口（9000人〜10000人）の約2割（20％）と急減した事や、富洲原地区の事情を知らない四日市市の方針で富洲原地区市民センターの所属を天ヶ須賀地区の富洲園自治会の一部にするなど、最近では四日市市立富洲原中学校で使用する表記や一部の表記の並び順は以下である。

1. 天ヶ須賀地区
2. 富田一色地区
3. 松原地区とする場合がある。

- 富洲原小学校での表記や三重郡富洲原町時代の並び順の表記は以下である。

1. 富田一色地区
2. 天ヶ須賀地区
3. 松原地区の順番であった。（人口や政治力も同様であった）。

富洲原地区は、富田一色地区は純漁村。天ヵ須賀地区は半農半漁。松原村は純農村であった。富田一色地区は漁村であり、同じ漁村である東富田村の富田浜地域とは兄弟関係であり、富田一色は富田六郷の富田（東富田村・西富田村）から独立した分家や支店であったので、富田地区との間で兄弟喧嘩や友好関係や親子関係がある。富田一色を起点とする八風街道が開通した事、富田一色から東富田間の塩役運河が整備された事、伊勢湾から日本各地に行く海運業が発達した事、水産業の発達で江戸時代から明治時代の期間内に富田一色の人口が急増して、富田一色は富洲原村を形成して天ヶ須賀や松原を指導する立場となった。富田から独立するために富洲原地区の3地区中の割合で人口の過半数がいる富洲原地区の政治と経済の中心地区であった富田一色地区がおまけとして天ヶ須賀村と松原村を吸収合併した。
天ヶ須賀地区は江戸時代から半農半漁の村で富田一色地区とは平田佐次郎が操業した平田紡績（製網産業）や繊維産業や水産業など塩役運河の河口の富洲原港沿いの位置で経済関係が強い。川越町の高松村・豊田村とは農地や農業用水を巡る争いから天ヶ須賀村は富田一色村の政治的な支援が必要であったので川越村ではなくて富田一色との町村合併を選択した。
松原地区は奈良時代の聖武天皇社由来の旧家の田村家など富洲原地区では最古の村であり、富田一色と天ヶ須賀は古代期から中世期の時代の古文書の記述では伊勢湾の海岸の浜洲であり村落が形成されていなかったが、富田一色村と天ヶ須賀村は明治時代の初期に學校が創設されるまで発達して、松原地区には独自の学校がなくて明治時代までは人口が少ない農地が広がる農村であった。富田一色から松原地区へ流入した富田一色の分家など富田一色系の移住者の急増と富州原町や平町の都市化の進行で東洋町・西元町・緑町・宮町・平町が創設されて新規住民が流入して人口が急増して、日本近代史のみでは富洲原で一番新しい歴史がない地区である。富田一色から移住した分家が多くて、近鉄富田駅を利用する富田文化圏は富田一色・松原連合であり、川越富洲原駅を利用する天ヶ須賀地区は天ヶ須賀独立圏であり、天ヶ須賀だけ仲間外れの独立した村であった。
富田一色出身の伊藤平治郎が松原地区に東洋紡績（東洋紡績富田工場）を誘致して、富田一色本町の平田家が天ヶ須賀本町に平田紡績を建設して天ヶ須賀と松原は繊維産業が発達した共通点と松原地区には東洋町商店街と西元町商店街があり、天ヶ須賀地区は住吉町風俗街と富田一色出身者が川越町豊田地区に天神町商店街を開発した共通点がある。天ヶ須賀は経済関係が強い富田一色地区の指導は受けるが、松原地区の天ヶ須賀に対する指導は嫌がり、戦後に富田一色地区の人口が減少して富田一色が少数となり、松原地区と天ヶ須賀のみのアンバランスとなった富洲原は松原地区と天ヶ須賀地区はあくまでも間接的な友好関係であり富洲原地区のまとまりが悪くなった。また富洲原地区は四日市市西部への移住者が多くて、四日市岡田家の富洲原へのスーパー進出や政治的な問題や四日市ぜんそくの公害問題など経済問題で四日市市南部の塩浜地区・中部地区・日永地区などとも対立関係である。

## とおり名
- 小字名の他に、正式な地名ではないが、地元天ヶ須賀地区民が共通で呼ぶとおり名の地名が伝わっている。天ヶ須賀に残る浴称は以下である。

いのと
- 現在の昭和堂横の水門のことでいるの門や樋の門のなまりである。昔のいるの門には中川が真っ直ぐ入江に入り、今の加藤家の前に水門があった。

がしん
- 今の朝明楼からマリーナにかける堤防端の場所で、荷揚げ場のこと。魚河岸のがしがなまった言葉である。

さるぼ
- 今の富洲原港の突堤の前身で、その頃は杭を両側に打ち込み、その内側で石を積み立てて防砂とした。さるぼは猿尾のなまりである。他に砂防のなまりとか、貝の名前と云う説がある。[11]

## 山口誓子

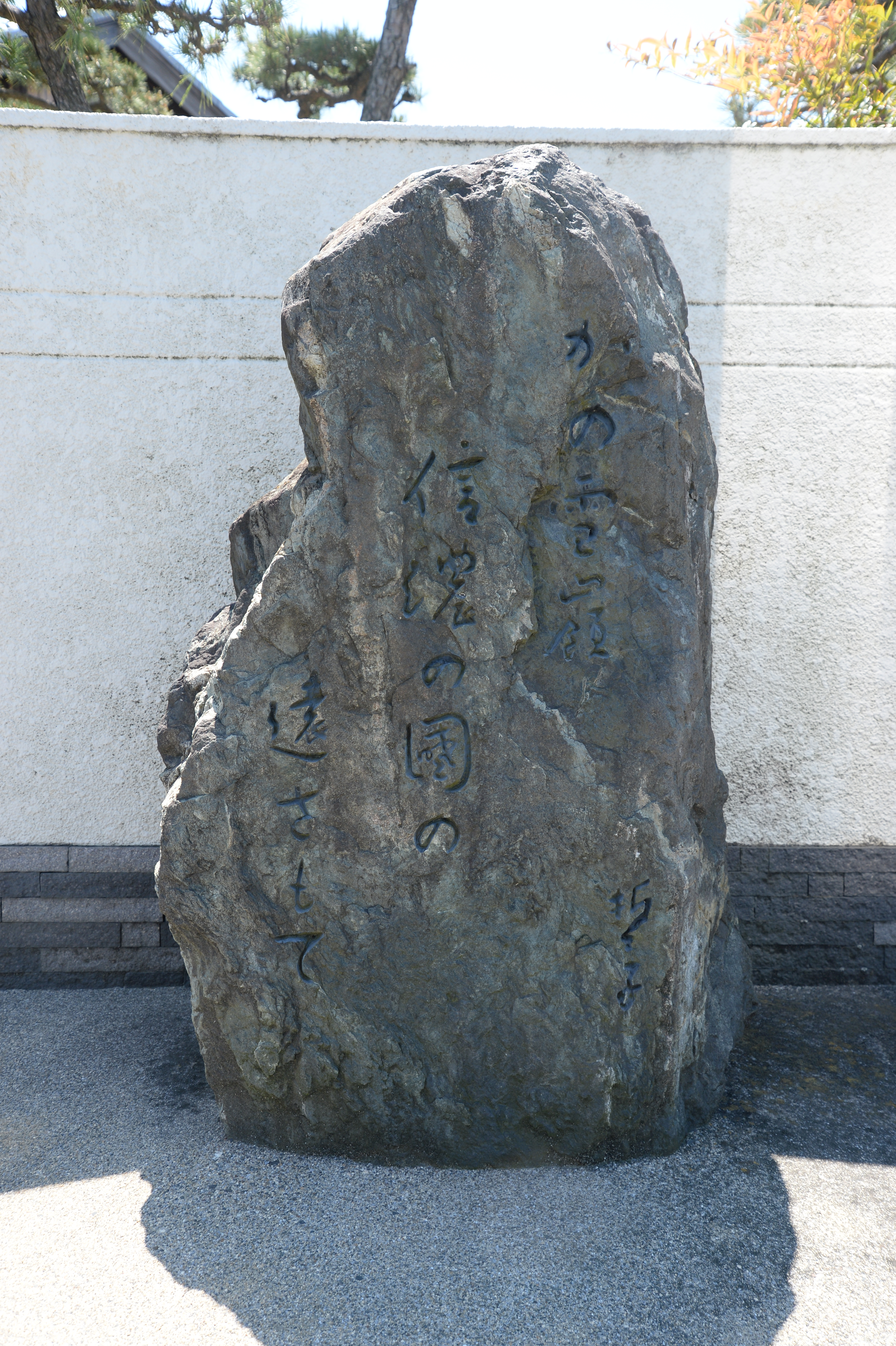
山口誓子の旧居にある句碑

- 山口誓子の旧居にある句碑三重郡川越町高松地区にある中小企業の谷口石油の南側の天ヵ須賀2丁目の土地に俳人の山口誓子の邸宅があった。「かの雪嶺信濃の国の遠さもて」の句の石碑が 、四日市市天ヶ須賀二丁目邸 の山口誓子の旧居に1965年（昭和40年）11月に平田佐矩（四日市市長）・九鬼紋十郎（元衆議院議員・参議院議員）など四日市市民の有志によって建立された。 山口誓子は1941年（昭和16年）に病気となり療養のために四日市市の富田地区の住民となり、1994年（平成6年）3月26日に92歳で死去した山口誓子は、1946年（昭和21年）に天ヶ須賀の須賀浦海水浴場沿いに移住した。天ヶ須賀地区には須賀浦海水浴場があり、海水浴客が宿泊する旅館や別荘地として開発された観光地で天ヶ須賀で考えた俳句があり、天ヶ須賀は自然に恵まれた環境であった。天ヶ須賀は病気の治療や療養には良い土地だった。

## 天ヶ須賀の田んぼ
- 天ヶ須賀の田んぼの土地は、明治時代の少し前の幕末までは、約95町歩もあって広大だった。天ヶ須賀村と朝明川沿いの高松村の中間の天ヶ須賀北部の田んぼは水はけが悪く、大雨が降ると池のようになった。日照りが続くと上の田んぼを耕作している高松村の人が、自分の田んぼに水を取り入れて、下の天ヶ須賀の田んぼまで水が入ってこないので、いつも争いが絶えなかった。それで、天ヶ須賀の農家の人々は、嫌気がさして、酒を持っていって高松村の人々に小作をしてもらった。明治時代になって、田んぼを返してもらうよう話し合ったが高松村の小作人が承諾しない。そこで東京の裁判所まで持ち込んだが、天ヶ須賀村が高松村に裁判で負けてしまい、大半の天ヶ須賀の田んぼが返ってこなかった。呼称は、田んぼや水などによる天ヶ須賀村対高松村の農地争いである。[12]

## 用途地域指定基準・郵便番号
1. 近隣商業地域（四日市市住吉町の住宅地）
2. 商業地域（四日市市住吉町の開発地域）
3. 工業地域と工業地域の跡地（天ヵ須賀新町・平田紡績の敷地だった新興住宅地の天ヵ須賀5丁目の工場用地）
4. 住宅地域（四日市市天ヵ須賀1丁目・天ヵ須賀2丁目・天ヵ須賀4丁目・天ヵ須賀5丁目の住宅地）
5. 第2種特別工業地区（天ヵ須賀3丁目）
6. 準工業地域（天ヵ須賀1丁目と天ヵ須賀2丁目の名四国道沿い須賀浦海水浴場の浜辺だった浜洲住宅地。おこしの原料を飴で固めた地場産業の煎子（いろこ）産業と呼ばれるあられ菓子の工場が多数立地する）[13]

- 天ヵ須賀1丁目・天ヵ須賀2丁目・天ヵ須賀3丁目・天ヵ須賀4丁目・天ヵ須賀5丁目（510-8001）
- 天ヵ須賀新町（510-8002）
- 住吉町（510-8003）

## 天ヶ須賀の各町名と各自治会
天ヶ須賀の世帯数
- 1961年（昭和36年）813世帯
- 1965年（昭和40年）861世帯
- 1975年（昭和50年）998世帯
- 2011年（平成23年）1775世帯で人口は4513人[14]

- 富洲原町時代の天ヶ須賀地区の各自治会は以下である。

1. 住吉町自治会
2. 港町自治会
3. 南町自治会
4. 本町自治会
5. 寺町自治会
6. 中町自治会
7. 江戸町自治会
8. 岩戸町自治会
9. 常盤町自治会
10. 北町自治会
11. 島崎町自治会

### 天ヶ須賀の石取祭における天ヵ須賀地区の自治会の構成
「天ヵ須賀第一組」
- 天一

1. 天ヵ須賀北町1区自治会
2. 天ヵ須賀北町2区自治会
3. 天ヵ須賀北町3区自治会
4. 天ヵ須賀岩戸町自治会

- 以下の2町（4自治会）で構成している。以下の自治会が加盟している。

「天ヵ須賀第二組」
- 天二

1. 天ヵ須賀江戸町自治会
2. 天ヵ須賀中町自治会
3. 天ヵ須賀島崎町自治会も加盟している。
4. LM富洲原マンション自治会が加盟している。

- 以下の4町で構成している。

「天ヵ須賀第三組」
- 天三

1. 天ヵ須賀寺町自治会
2. 天ヵ須賀常盤町自治会

- 以下の2町で構成している。

「天ヵ須賀第四組」
- 天四

1. 天ヵ須賀本町自治会
2. 天ヵ須賀南町自治会
3. 天ヵ須賀港町自治会

- 以下の3町で構成している。

「住吉町祭車」
- 住吉町（住吉町自治会）が単独で保有している。
- 平田紡績四日市富洲原工場跡地の新興住宅地の以下の自治会が加盟している。

1. 富洲園自治会が加盟している。
2. GS富洲原自治会が加盟している。

## 住所構成

### 住吉町
住吉町（すみよしちょう）の2011年（平成23年）の四日市市が集計した人口統計では世帯数が169軒。総数が405人。男性が204人。女性 が201人である。
天ヶ須賀には、善太や弥六などの人名が付けられた小字名の地名がある。善太新田は現在の住吉町地域で、江戸時代の天ヶ須賀の庄屋の坂太郎左衛門と善兵の2人が、葦原を新田として開発した土地である。江戸時代の天ヶ須賀村では、太郎左衛門善平新田と呼称されていたが、その後近代になり、善と太をとって善太新田と命名された。善太新田は明治時代になり、早川半三郎の所有地となった。1926年（大正15年）から1928年（昭和3年）にかけて、富田一色港（富洲原港）の改修工事が行われて。それまで富田一色港は、運河の形状が曲折して船舶の入港が不便であった事と、年々水深が浅くなっていく事で、地元では富田一色港の大改修が要望された。地元負担の事業として、工事は運河の幅を一定にして、左右の岸壁を直線にするため、天ヶ須賀大字善太の池（ボラ池）を浚渫してその土砂で富田一色地区の北縁部を埋め立てた。富田一色の北縁部が拡張されて新しく富田一色旭町が造成された、同時に天ヶ須賀字善太のボラ池は運河となり、運河がそれまでの位置から、さらに北に移動して、運河の改修で善太新田の南側の細長いボラ池はなくなり、堤防に囲まれた善太新田を埋め立てた。昭和初期に内田忠明を代表とする朝明土地組合が土地の地主である早川半三郎から買収して、朝明川と須賀浦海水浴場の土砂をトロッコで運搬して埋め立てて現在の天ヶ須賀住吉町自治会の土地を造成した。
富田一色地区の芸者の置屋、料理屋、遊廓は富洲原の人口が密集する住宅地にあったが、風紀上男女が売春をする施設が公序良俗に反すると問題となり、三重郡富洲原町の発展のために富田一色地区・松原地区東洋町商店街・川越村の天神町商店街に分布していた風俗営業を富洲原の住宅地から外れた住吉町1ケ所に風俗施設を集結した。戦後の富田警察署長（現在の四日市北警察署）がまとめ、1928年（昭和3年）頃埋め立てが完了して、最初に入店した10数軒の開業と同時に、花火を打ち上げて、住吉新地の誕生を盛大に祝った。1929年（昭和4年）〜1931年（昭和6年）の期間の埋め立て工事により誕生したのが住吉町で富洲原港の運河に三方を囲まれた特異な地形となっている。
江戸時代後期に朝明郡富田六郷の天ヶ須賀村の村民・農民と漁民の人々が天ヶ須賀南部の港町・南町・本町の天ヶ須賀第四組周辺を開拓してできた太郎左衛門善平（人名が由来）の新田があった地域が住吉町である。住吉町の村高は47石8斗4升4合余であった（旧高旧領取調帳による）。住吉町は1928年（昭和3年）江戸時代からあった善太新田を三重郡富洲原町が埋立ててできた町であり、天ヶ須賀地区の新町として設定されたのは1929年（昭和4年）である。住吉町の地名は天ヶ須賀地区の氏神天ヶ須賀住吉神社が由来である。町の政治家であった伊藤平治郎や生川平三郎などによって富洲原港の改修工事が行われた。入り江脇の水田を埋め立てて遊興街を作った。1930年（昭和5年）頃から公娼制度によって売春街・風俗街・歓楽街・花街として賑わい、置屋が20軒ほど開業していたが、1958年（昭和33年）公娼制度の廃止で花街が廃業の後、閑静な住宅地となった。
平田耕一衆議院議員の邸宅がある。

#### 昭和20年代の住吉町風俗街
- 昭和初期に三重県警察の富田警察署の署長であった前田亀之助がまとめ役になって開発を進めた土地である。人口が多い富田一色の市街地に三業地（芸者の置屋・料理屋・遊郭が揃った遊興街）があったため、風紀的に非常に悪いため、富田一色や松原地区東洋町商店街・三重郡富田町周辺の三業地を1か所に集めて、庶民が暮らす住宅地と風俗街を隔離した。天ヶ須賀地先の善太新田が候補地で、朝明川から住吉町まで線路を敷き、ディーゼルエンジンの機関車が20連結のトロッコを曳いて朝明川の砂や搬入して埋め立てた土地が住吉町である。富洲原町周辺には大規模公共事業を行う土木業者（建設会社）がなくて三重県桑名市の業者に頼んだ。全国的に遊廓を女郎屋ともいうが、富洲原ではヤトナ（雇女）屋の呼称が普通であった。[19]

1番地（東側は天ヶ須賀港町沿い運河・南側は富田一色との境界の富洲原港）
- 一力（遊郭）
- 住宅地
- 売春婦の寮

2番地（東側は天ヶ須賀港町沿い運河）
- 松の家（遊郭）
- 春の家（遊郭）
- 新喜楽（遊郭）
- 八千代庵（遊郭）
- 枡屋（遊郭）
- 喜多川（遊郭）
- 勢州楼（料理屋）

3番地（東側は天ヶ須賀港町沿い運河で北側が住吉橋通り）
- 静香（遊郭）
- 金華（遊郭）
- 嘉の家（遊郭）
- 美きや（遊郭）
- 喜久の家（遊郭）
- 新月（芸者小屋）
- 空き地

4番地（東側は天ヶ須賀港町沿い運河で南側が住吉橋通り）
- 立花家（遊郭）
- 山勢（遊郭）
- 住宅地
- 売春婦の寮

5番地
- 住宅地
- 売春婦の寮

6番地
- 菊住（遊郭）
- 検番（監視施設）
- 畑
- 住宅地
- 売春婦の寮

7番地
- お多福（遊郭）
- 竹の家（遊郭）
- 三福（遊郭）
- 清月（遊郭）
- 山月（遊郭）
- 明月（遊郭）
- 雲月（遊郭）
- 魚半（料理屋）
- 鈴木屋（商店）

8番地
- 一鈴（喜楽遊郭）
- 鈴元（遊郭）
- 朝田家（遊郭）
- 産婦人科
- 住宅地
- 売春婦の寮

9番地（南側は富田一色との境界の富洲原港）
- 鈴の家（芸者小屋）
- 住宅地
- 売春婦の寮

10番地（南側は富田一色との境界の富洲原港）
- 砂置き場（土木工事施設で現在のスカイハイツ富洲原マンション）
- 土管置き場（土木工事施設）
- 石炭置き場（土木工事施設）

11番地
- 富田警察署富洲原派出所（現在の四日市北警察署川越富洲原駅前交番）

12番地
- 住宅地
- 売春婦の寮

13番地
- 待月（遊郭）
- 志まや（料理屋）
- 中長（料理屋）
- 住吉堂（商店）
- 八百屋
- ハイカラヤ（娯楽店）
- 広場
- ネオンアーチ

14番地
- 精養軒（料理屋）
- 正木や（料理屋）
- 玉突き屋（男性器マッサージ施設）
- 床屋
- 風呂屋（銭湯の住吉湯）
- 空き地2ヶ所
- 広場
- ネオンアーチ

15番地
- 実業家平田家（平田耕一邸）
- チヨダウーテの関連施設[20]

### 天ヵ須賀一丁目 - 五丁目

#### 天ヵ須賀一丁目
天ヵ須賀一丁目の2011年（平成23年）の四日市市が集計した人口統計では世帯数が196軒。総数が444人。男性が234人。女性 が210人である。
四日市市の住所制度で港町自治会・南町自治会・本町自治会の南側にあたる。国道23号線沿いの天ヵ須賀新町と境界でここ須賀浦海水浴場だった区域は天ヶ須賀海浜緑地となっている。令和5年7月15日まで60年間営業した昭和戦後期の天ぷら店が存在した。

#### 天ヵ須賀二丁目
天ヵ須賀二丁目の2011年（平成23年）の四日市市が集計した人口統計では世帯数が469軒。総数が1121人。男性が554人。女性 が567人である。
本町自治会の北側・寺町自治会・中町自治会・江戸町自治会・岩戸町自治会・常盤町自治会・北町自治会の南側・島崎町自治会の東部にあたる。小澤博英が執筆した郷土史考では「岩戸町」は天ヶ須賀地区の旧家である天野氏（中山岩戸の天野氏）のルーツの三河国中山庄岩戸に由来する町である。須賀地蔵の仏教寺院の明願寺に令和5年12月に火災があった。天野氏が住む須賀の天野が須賀が訛って天ヶ須賀の地名が発生して天野氏の屋敷町と懐かしい故郷を偲んで「岩戸町」と命名した。古事記や日本書紀の「天の岩戸」の神話に登場する天野岩戸が由来とする説もある。「常盤町」は旧家の天野氏の出身地が江戸時代の初期に常陸国に采地を賜り関東に移住してその分家が伊勢国朝明郡富田六郷の天ヶ須賀村の縁者を頼って祖先のルーツの関東の常陸国の磐城が由来で「常盤町」と命名された。国道23号線沿いの天ヵ須賀新町と境界でここ須賀浦海水浴場だった区域は天ヶ須賀海浜緑地となっている。近くには天ヶ須賀公園もあり災害時の避難場所に指定されている。

#### 天ヵ須賀三丁目
天ヵ須賀三丁目の2011年（平成23年）の四日市市が集計した人口統計では世帯数が112軒。総数が252人。男性が132人。女性 が120人である。北町自治会の住吉神社付近の北東部にあたる。昔町内の大部分を占めていた田んぼなどの農地がわずかに残っている。

#### 天ヵ須賀四丁目
天ヵ須賀四丁目の2011年（平成23年）の四日市市が集計した人口統計では世帯数が239軒。総数が606人。男性が315人。女性 が291人である。 北町の北西部と島崎町北部にあたる。昔町内の大部分を占めていた田んぼなどの農地がわずかに残っている。

#### 天ヵ須賀五丁目
天ヵ須賀五丁目の2011年（平成23年）の四日市市が集計した人口統計では世帯数が578軒。総数が1678人。男性が824人。女性 が854人である。四日市市立富洲原中学校付近の島崎町自治会の南部と暁学園の跡地で寺町自治会の一部なった住宅団地と、平田紡績の四日市漁網工場と四日市紡績工場があった住吉町付近の平田紡績第2工場（富洲園自治会）と地産マンションが計画された平田紡績本社工場の跡地（GS富洲原自治会・LM富洲原マンション）にあたる。
暁学園暁幼稚園の敷地がある。隣接する暁小学校・暁中学校・高等学校・暁短大の跡地は、寺町自治会の一部で住宅団地となり、地産グループによって、天ヶ須賀本町自治会の一部区域はヒラボウマンションやパン店のモンタボーや個人が土地を貸していた四日市北警察署富洲原交番が立地していた。平田紡績と暁学園は天ヶ須賀本町の一部であり、平田家の所有地であった。天ヵ須賀2丁目との境界に当たる区域は天ヶ須賀本町の運河から暁学園と富洲原中学校付近まで泳げる運河となっていたが、埋め立てられて道路が拡張されて三重県道401号桑名四日市線となった。広大な跡地の用地はヒラボウによって開発がされた区域で、富洲園自治会・GS富洲原自治会・LM富洲原マンション自治会などの自治会を組織して団地（新興住宅地）を構成している。
四日市市の富洲原地区市民センターは、四日市市の方針で、住所では富州原町（大部分が松原地区所属で甚五兵衛町は富田一色地区所属）であるが、天ヶ須賀地区の富洲園自治会の一部である。

##### 富洲園団地自治会
富洲園（富州園）団地自治会は平田紡績の不動産開発事業の富洲園団地構想で開発された紡績工場跡地の団地である。昭和50年代に団塊の世代が多く住むようになった都市団地である。1970年代（昭和52年頃）に天ヶ須賀地区の善太漁網工場用地を売却して三重県住宅供給公社によって開発造成された。昭和54年度に住宅地の引き渡しがあり、昭和55年度に富洲園自治会が発足した。入居者の区分は天ヶ須賀地区及び富田一色地区周辺の富洲原地区内からの住民が33％、四日市市内及び川越町からの住民が33％、その他三重県内と県外からの住民が34％であった。

### 天ヵ須賀工業団地（四日市市天ヵ須賀新町）
天ヵ須賀新町（あまがすかしんまち）の2011年（平成23年）の四日市市が集計した人口統計では世帯数が4軒。総数が4人。男性が4人。女性が0人である。 天ヵ須賀新町自治会は存在せず自治会制度の不在地域である。
ここは須賀浦（須賀浦海水浴場）を埋め立てた土地である。天ヵ須賀1丁目と天ヵ須賀2丁目の東側であり、国道23号より四日市港側の地域であり、天ヶ須賀新町緑地がある。天ヵ須賀工業団地の敷地である。運輸企業・流通企業・金属企業による工業団地であり、以下の企業が立地する。
1. イイダクラビア印刷株式会社
2. 飯田ゼロファン
3. ウレタン技術工業
4. タイケン四日市営業所
5. 岩田運輸株式会社四日市営業所
6. 中部キレスト三重工場
7. 大嶽天ヶ須賀倉庫
8. 横浜ゴム株式会社
9. 浜ゴム物流中部営業所
10. トナミ運輸株式会社四日市営業所
11. 中部トナミ運輸四日市営業所
12. 中央鐵骨名四工場
13. 九金昭和運輸四日市倉庫
14. ウエスギ運送株式会社
15. ウエスギ物流
16. 睦化学天ヶ須賀倉庫

工業用地として新設された工業地帯で企業のみで構成されて、住民や自治会制度はない。須賀浦海水浴場を埋め立てた国道23号の四日市港沿いの伊勢湾に立地する。新しい町として天ヵ須賀新町と命名された。富洲原地区運動広場は、富洲原小学校のマラソン大会と富洲原中学校のマラソン大会と富洲原地区のマラソン大会のコースとして使用される。